# جيمس ليندسي
جيمس ليندسي (بالإنجليزية: James Lindsay)‏ (16 أكتوبر 1891 في المملكة المتحدة - ) هو لاعب كرة قدم بريطاني (وحمل سابقاً جنسية المملكة المتحدة لبريطانيا العظمى وأيرلندا) في مركز مهاجم داخلي. لعب مع غلينتوران ونادي بيرنلي ونادي سانت إيلي تاون ونادي كلايد ونادي لارن ‏ وأكرينجتون ستانلي ‏.